# Podperaea baii
Podperaea baii là một loài Rêu trong họ Hypnaceae. Loài này được Ignatov mô tả khoa học đầu tiên năm 2011.